# Peperomia petiolata
Peperomia petiolata là một loài thực vật có hoa trong họ Hồ tiêu. Loài này được Hook. f. miêu tả khoa học đầu tiên năm 1847.